# Fashion (Zone Stad)
Fashion is de 75ste aflevering van de televisieserie Zone Stad. De aflevering wordt in Vlaanderen voor het eerst uitgezonden op 2 mei 2011.

## Verhaal
Modeontwerper David Lemmens is in het holst van de nacht naarstig naar iets op zoek in een atelier. Wanneer hij betrapt wordt terwijl hij zich probeert te verbergen voor een indringer, krijgt hij een schaar in zijn rug geplant door het gemaskerde individu. Tom en Fien begeven zich in de wereld van de high fashion, waar enkele afgestudeerde studenten in de aanloop naar een einddefilé, alles op alles zetten om de winnende collectie af te leveren. Na de werkuren stort Fien zich in de armen van de vrijgelaten De Ryck, terwijl Lukas zich door haar vader laat intimideren.

## Gastrollen
- Koen De Graeve - Maarten De Rijck
- Gene Bervoets - Jean-Yves Bosvoorde
- Barbara Sarafian - Inge Daems
- Koen Onghena - David Lemmens
- Nathalie Wijnants - Rinke Herteleer
- Hein Blondeel - Jonas Vandevelde
- Antje De Boeck - Claire
- David Davidse - Koen Deweerdt
- Serge Henri Valcke - Walter Loneville
- Alex Wilequet - Lucien
- Jelle Van Limburg - 5-jarige Tom
- Sebastien De Smet - barman Club Central